# Portoferraio
Portoferraio é uma comuna italiana da região da Toscana, província de Livorno, com cerca de 10 232 habitantes. Estende-se por uma área de 47 km², tendo uma densidade populacional de 218 hab/km². Faz fronteira com Campo nell'Elba, Capoliveri, Marciana, Porto Azzurro, Rio nell'Elba.

## História
Foi fundada por Cosme I de Médici, Grão-Duque da Toscana, em 1548, com o nome de Cosmópolis ("Cidade de Cosme"), para equilibrar a presença da cidadela espanhola em Porto Azzurro. Tinha três fortes (Forte Stella, Forte Falcone e Forte Inglese) e uma enorme linha de muralhas, todas visíveis até hoje.
O nome evoluiu de Ferraia com etrusco, Fabricia com romanos e Ferraio com Grão-Ducado da Toscana.
A cidade permaneceu ligada ao Grão-Ducado da Toscana até o final do século 18, quando, devido à sua posição estratégica, entrou em disputa com a França, Grã-Bretanha e Áustria. Uma guarnição britânica resistiu ao Cerco de Porto Ferrajo em 1801, mas o Tratado de Amiens de 1802 transferiu a cidade para a França. Em 1814 foi entregue a Napoleão Bonaparte, como sede de seu primeiro exílio. No século 19, a cidade cresceu rapidamente, devido à construção de infraestruturas e à exploração de novos engenhos de ferro na Marina do Rio. Portoferraio tornou-se então o principal porto de embarque do minério para o continente, de onde o nome atual, que significa "Porto de Ferro" em italiano. Após o fim da Era Napoleônica, Portoferraio retornou à Toscana e tornou-se parte do Reino da Itália em 1860. Aqui o bandido Carmine Crocco foi preso até sua morte por sua revolução contra o reinado de Vítor Emanuel II e o anarquista Giovanni Passannante que tentou matar o rei Umberto I.
Durante a Segunda Guerra Mundial, Portoferraio tornou-se o cenário de batalha quando Elba foi ocupada por forças alemãs. No final de junho de 1944, uma força aliada composta principalmente por tropas francesas livres libertou a ilha em uma luta que durou dois dias. Portoferraio foi tomada pelas tropas francesas em 18 de junho, mas foi danificada pelos combates e bombardeios que precederam a invasão.
A economia de Portoferraio sofreu com o fim das atividades de mineração a partir da década de 1970, mas nas décadas seguintes, ganhou status como um destino litorâneo de renome internacional.

## Farol de Portoferraio
O farol fica na muralha norte do Forte Stella construído em 1548 por Cosme I de Médici. Foi construído por Leopoldo II, Grão-Duque da Toscana em 1788; A torre de pedra tem 25 metros de altura e tem uma varanda dupla e lanterna. O farol é totalmente automatizado, operado pela Marina Militare e identificado pelo número de código 2072 E.F.; A lanterna está a 63 metros acima do nível do mar e emite um grupo de três raios brancos em um período de 14 segundos visível até 16 milhas náuticas (cerca de 30 km). Na mesma torre há uma luz adicional identificada pelo número 2072.2.E.F. que emite uma luz fixa vermelha a 60 metros acima do nível do mar.